# Submyotodon latirostris
Submyotodon latirostris (Kishida, 1932) è un pipistrello della famiglia dei Vespertilionidi endemico di Taiwan.

## Descrizione

### Dimensioni
Pipistrello di piccole dimensioni, con la lunghezza della testa e del corpo tra 35 e 40,5 mm, la lunghezza dell'avambraccio tra 31,7 e 35 mm, la lunghezza della coda tra 31,3 e 40,2 mm, la lunghezza del piede tra 5 e 7,4 mm, la lunghezza delle orecchie tra 9,5 e 14,2 mm.

### Aspetto
La pelliccia è lunga ed arruffata. Le parti dorsali sono bruno-grigiastre scure con le punte dei peli marroni chiare, mentre le parti ventrali sono marroni scure con le punte dei peli dorate. Il muso è scuro, completamente ricoperto di peli eccetto una zona intorno agli occhi. Le orecchie sono relativamente corte e con un profondo incavo sul bordo posteriore sotto l'estremità appuntita. Il trago è spatolato e con la punta inclinata in avanti. Le membrane alari sono scure, cosparse di corti peli biancastri e sono attaccate posteriormente alla base delle dita dei piedi i quali sono molto piccoli e privi di peli. La coda è lunga ed inclusa completamente nell'ampio uropatagio, il calcar presenta una distinta carenatura. 

## Biologia

### Alimentazione
Si nutre di insetti.

### Riproduzione
Femmine che allattavano sono state osservate da aprile a giugno, mentre maschi sessualmente attivi sono stati osservati da agosto fino al marzo successivo.

## Distribuzione e habitat
Questa specie è endemica dell'isola di Taiwan.
Vive nelle foreste montane tra 1.000 e 2.200 metri si altitudine.

## Conservazione
La IUCN Red List, considerato la sua stabilità, la diffusione e la mancanza di minacce specifiche, sebbene sia diffusa soltanto su un'isola e quindi con un areale ristretto, classifica S.latirostris come specie a rischio minimo (Least Concern)).